# Mehdi Nafti
Mehdi Nafti (Tolosa, 28 novembre 1978) è un allenatore di calcio ed ex calciatore francese naturalizzato tunisino, di ruolo centrocampista, tecnico dell'Al-Khor.

## Statistiche da allenatore

### Club
| Stagione            | Squadra          | Campionato      | Campionato | Campionato | Campionato | Campionato | Coppe nazionali | Coppe nazionali | Coppe nazionali | Coppe nazionali | Coppe nazionali | Coppe continentali | Coppe continentali | Coppe continentali | Coppe continentali | Coppe continentali | Altre coppe | Altre coppe | Altre coppe | Altre coppe | Altre coppe | Totale | Totale | Totale | Totale | % Vittorie | Piazzamento   |
| Stagione            | Squadra          | Comp            | G          | V          | N          | P          | Comp            | G               | V               | N               | P               | Comp               | G                  | V                  | N                  | P                  | Comp        | G           | V           | N           | P           | G      | V      | N      | P      | %          | Piazzamento   |
| ------------------- | ---------------- | --------------- | ---------- | ---------- | ---------- | ---------- | --------------- | --------------- | --------------- | --------------- | --------------- | ------------------ | ------------------ | ------------------ | ------------------ | ------------------ | ----------- | ----------- | ----------- | ----------- | ----------- | ------ | ------ | ------ | ------ | ---------- | ------------- |
| 2016-mar.2017       | Marbella FC      | SDB             | 28         | 14         | 7          | 7          | -               | -               | -               | -               | -               | -                  | -                  | -                  | -                  | -                  | -           | -           | -           | -           | -           | 28     | 14     | 7      | 7      | 50,00      | Eson          |
| 2017-2018           | Mérida           | SDB             | 28+2       | 9          | 10+2       | 9          | CR              | 1               | 0               | 0               | 1               | -                  | -                  | -                  | -                  | -                  | -           | -           | -           | -           | -           | 31     | 9      | 12     | 10     | 29,03      | Eson,Sub, 16° |
| nov. 2018-2019      | Badajoz          | SDB             | 28+2       | 16         | 6+1        | 6+1        | -               | -               | -               | -               | -               | -                  | -                  | -                  | -                  | -                  | -           | -           | -           | -           | -           | 30     | 16     | 7      | 7      | 53,33      | Sub, 4°       |
| 2019-feb. 2020      | Badajoz          | SDB             | 23         | 11         | 7          | 5          | CR              | 4               | 3               | 0               | 1               | -                  | -                  | -                  | -                  | -                  | -           | -           | -           | -           | -           | 27     | 14     | 7      | 6      | 51,85      | Eson          |
| Totale Badajoz      | Totale Badajoz   | Totale Badajoz  | 51+2       | 27         | 13+1       | 11+1       |                 | 4               | 3               | 0               | 1               |                    | -                  | -                  | -                  | -                  |             | -           | -           | -           | -           | 57     | 30     | 14     | 13     | 52,63      |               |
| ott. 2020-feb. 2021 | Lugo             | SD              | 22         | 7          | 9          | 6          | CR              | 2               | 1               | 0               | 1               | -                  | -                  | -                  | -                  | -                  | -           | -           | -           | -           | -           | 24     | 8      | 9      | 7      | 33,33      | Sub, Eson     |
| nov. 2021-2022      | Leganés          | SD              | 29         | 11         | 11         | 7          | CR              | 3               | 2               | 0               | 1               | -                  | -                  | -                  | -                  | -                  | -           | -           | -           | -           | -           | 32     | 13     | 11     | 8      | 40,63      | Sub, 12°      |
| ago.-nov. 2022      | Levante          | SD              | 9          | 2          | 4          | 3          | CR              | 0               | 0               | 0               | 0               | -                  | -                  | -                  | -                  | -                  | -           | -           | -           | -           | -           | 9      | 2      | 4      | 3      | 22,22      | Eson          |
| gen.-giu. 2023      | Wydad Casablanca | 1.BP            | 8          | 5          | 2          | 1          | -               | -               | -               | -               | -               | CCL                | 2                  | 1                  | 0                  | 1                  | CmC         | 1           | 0           | 1           | 0           | 11     | 6      | 3      | 2      | 54,55      | Sub, Dim      |
| dic. 2023-2024      | Alcorcón         | SD              | 19         | 7          | 6          | 6          | CR              | 1               | 0               | 0               | 1               | -                  | -                  | -                  | -                  | -                  | -           | -           | -           | -           | -           | 20     | 7      | 6      | 7      | 35,00      |               |
| Totale carriera     | Totale carriera  | Totale carriera | 198        | 82         | 65         | 51         |                 | 11              | 6               | 0               | 5               |                    | 2                  | 1                  | 0                  | 1                  |             | 1           | 0           | 1           | 0           | 212    | 89     | 66     | 57     | 41,98      |               |